# Herbario Nacional de México
El Herbario Nacional de México (MEXU) es un acervo de la Universidad Nacional Autónoma de México (UNAM) que custodia el Instituto de Biología de dicha institución. Surgió en 1888 como parte del Instituto Médico Nacional, posteriormente en 1929 su custodia pasó a la UNAM, en que actualmente reside.
Este herbario resguarda distintos tipos de muestras de plantas, hongos, líquenes, frutos, semillas y maderas. Cuenta con un acervo de 1 300 000 ejemplares de plantas, lo cual lo convierte en el herbario con la mayor cantidad de muestras de plantas mexicanas del mundo.
El acervo que posee el herbario puede ser consultado por botánicos y profesionales de otras carreras, estudiantes de licenciatura y posgrado puesto que está destinado al desarrollo científico, de igual manera esta instancia recibe donaciones para incrementar sus ejemplares.

## Colecciones
El herbario nacional de México cuenta con diversas colecciones las cuales son: 
1. Colección de algas- Iniciada en 1969 por la Dra. Martha M. Ortega. cuenta con 4,263 ejemplares aproximadamente.
2. Colección de hongos- Iniciada en 1947 por los Dres. Manuel Ruiz-Oronoz y Teófilo Herrera, cuenta con más de 22,000 ejemplares.
3. Colección de líquenes- Cuenta con 20, 000 ejemplares principalmente nacionales e internacionales.
4. Colección de briofitas- Iniciada en 1973, contiene más de 44,000 ejemplares en su mayoría mexicanos.
5. Colección de plantas vasculares- Cuenta con más de un millón cuatrocientos mil ejemplares, esto la convierte en la colección más numerosa en el Herbario Nacional. ésta posee algunos ejemplares recolectados a finales del siglo XVIII por Vicente Cervantes quien fue parte de la Real Expedición Científica enviada por España.
6. Colección etnobotánica- Iniciada en 1982, actualmente cuenta con 3000 ejemplares, esta colección es un valioso recurso para el estudio de los usos pasados, presentes y futuros de las plantas.
7. Colección de frutos y semillas- Iniciada en 1974 por Mario Sousa Sánchez, actualmente contiene más de 8 300 especímenes.
8. Colección de maderas- Iniciada en 1971 por el Dr. Ramón Echenique-Manrique, contiene alrededor de 3 500 tablillas de las especies arbóreas de México.
9. Palinoteca- Iniciada en 1975 por Mario Sousa Sánchez y contiene una colección de 5 000 laminillas de polen.